# 1993 en astronautique
Chronologie de l'astronautique
- 1989
- 1990
- 1991
- 1992
- 1993
- 1994
- 1995
- 1996
- 1997

Cette page présente une chronologie des événements qui se sont produits pendant l'année 1993 dans le domaine de l'astronautique.

## Programmes spatiaux nationaux

### Chronologie

#### Janvier
| Date            | Lanceur                     | Base de lancement      | Type             | Charge utile               | Notes                                      |
| 12 janvier 1993 | Cosmos-3M                   | Plessetsk              | Orbite basse     | Tsikada                    | Satellite de navigation                    |
| 13 janvier 1993 | Molnia M                    | Plessetsk              | Orbite de Molnia | Molnia-1                   | Satellite de télécommunications            |
| 13 janvier 1993 | Navette spatiale américaine | Centre spatial Kennedy | Orbite basse     | Navette Endeavour (STS-54) |                                            |
| 13 janvier 1993 | Navette spatiale américaine | Centre spatial Kennedy | Orbite basse     | TDRS-6                     | Satellite de télécommunications de la NASA |
| 19 janvier 1993 | Soyouz-U-PVB                | Plessetsk              | Orbite basse     | Iantar-4K2 Kobalt          | Satellite de reconnaissance                |
| 24 janvier 1993 | Soyouz-U2                   | Plessetsk              | Orbite basse     | Soyouz TM-16               | Relève équipage station spatiale           |
| 26 janvier 1993 | Molnia M                    | Plessetsk              | Orbite de Molnia | Oko                        | Satellite d'alerte précoce                 |

#### Février
| Date            | Lanceur         | Base de lancement  | Type           | Charge utile                | Notes                                        |
| 3 février 1993  | Delta II 7925   | Cap Canaveral      | Orbite moyenne | GPS IIA-9                   | Satellite de navigation                      |
| 9 février 1993  | Cosmos-3M       | Plessetsk          | Orbite basse   | Parus                       | Satellite de navigation militaire            |
| 9 février 1993  | Pegasus         | B-52 Cap Canaveral | Orbite polaire | Orbcomm                     | Satellite de télécommunications expérimental |
| 9 février 1993  | Pegasus         | B-52 Cap Canaveral | Orbite polaire | SCD-1                       | Satellite de télécommunications              |
| 17 février 1993 | Proton-K / DM-2 | Plessetsk          | Orbite moyenne | GLONASS Ouragan x 3 No. 73L | Satellites de navigation                     |
| 20 février 1993 | Mu-3SII         | Uchinoura          | Orbite basse   | ASCA                        | Télescope rayons X                           |
| 21 février 1993 | Soyouz-U2       | Plessetsk          | Orbite basse   | Progress M-16               | Ravitaillement station spatiale              |

#### Mars
| Date         | Lanceur       | Base de lancement | Type                   | Charge utile  | Notes                                      |
| 25 mars 1993 | Proton-K/DM-2 | Plessetsk         | Orbite géostationnaire | Raduga Gran   | Satellite de télécommunications militaires |
| 25 mars 1993 | Start-1       | Plessetsk         |                        |               | Premier vol du lanceur                     |
| 25 mars 1993 | Atlas I       | Cape Canaveral    | Orbite géostationnaire | UFO F/O F1    | Satellite de télécommunications militaires |
| 26 mars 1993 | Zenit-2       | Plessetsk         | Orbite basse           | Tselina-2     | Satellite d'écoute électronique            |
| 30 mars 1993 | Delta II 7925 | Cape Canaveral    | Orbite moyenne         | GPS IIA-10    | Satellite de navigation                    |
| 30 mars 1993 | Delta II 7925 | Cape Canaveral    | Orbite moyenne         | SEDS 1        | Expérience satellite captif                |
| 30 mars 1993 | Tsiklon-2     | Plessetsk         | Orbite basse           | US-PM-M       | Satellite de reconnaissance océanique      |
| 31 mars 1993 | Soyouz-U2     | Plessetsk         | Orbite basse           | Progress M-17 | Ravitaillement station spatiale            |

#### Avril
| Date           | Lanceur                     | Base de lancement      | Type             | Charge utile                 | Notes                                          |
| 1er avril 1993 | Cosmos-3M                   | Plessetsk              | Orbite basse     | Parus                        | Satellite de navigation militaire              |
| 2 avril 1993   | Soyouz-U-PVB                | Plessetsk              | Orbite basse     | Iantar-4K2 Kobalt            | Satellite de reconnaissance                    |
| 6 avril 1993   | Molnia M                    | Plessetsk              | Orbite de Molnia | Oko                          | Satellite d'alerte précoce                     |
| 8 avril 1993   | Navette spatiale américaine | Centre spatial Kennedy | Orbite basse     | Navette Discovery (STS-56)   |                                                |
| 8 avril 1993   | Navette spatiale américaine | Centre spatial Kennedy | Orbite basse     | Spartan-201                  | Astronomie UV, récupéré à la fin de la mission |
| 16 avril 1993  | Tsiklon-3                   | Plessetsk              | Orbite basse     | Tselina-R                    | Satellite d'écoute électronique                |
| 21 avril 1993  | Molnia M                    | Plessetsk              | Orbite de Molnia | Molnia-3                     | Satellite de télécommunications                |
| 25 avril 1993  | Pegasus                     | B-52 Edwards AFB       | Orbite basse     | ALEXIS                       | Télescope ultraviolet                          |
| 25 avril 1993  | Pegasus                     | B-52 Edwards AFB       | Orbite basse     | Orbcomm                      | Satellite de télécommunications expérimental   |
| 26 avril 1993  | Navette spatiale américaine | Centre spatial Kennedy | Orbite basse     | Navette Columbia (STS-55)    |                                                |
| 26 avril 1993  | Navette spatiale américaine | Centre spatial Kennedy | Orbite basse     | Laboratoire spatial Spacelab |                                                |
| 27 avril 1993  | Soyouz-U-PVB                | Plessetsk              | Orbite basse     | Iantar-1KFT Kometa No. 16    | Satellite de reconnaissance                    |
| 28 avril 1993  | Tsiklon-2                   | Plessetsk              | Orbite basse     | US-PM-M                      | Satellite de reconnaissance océanique          |

#### Mai
| Date        | Lanceur         | Base de lancement | Type                                | Charge utile          | Notes                                                |
| 11 mai 1993 | Tsiklon-3       | Plessetsk         | Orbite basse                        | Strela x 6-3          | Satellites de télécommunications                     |
| 12 mai 1993 | Ariane 4 2L     | Kourou            | Orbite géostationnaire              | Astra 1C              | Satellite de télécommunications                      |
| 12 mai 1993 | Ariane 4 2L     | Kourou            | Orbite de transfert géostationnaire | Arsene                | Satellite radio amateur                              |
| 13 mai 1993 | Delta II 7925   | Cape Canaveral    | Orbite moyenne                      | GPS IIA-11            | Satellite de navigation                              |
| 21 mai 1993 | Soyouz-U-PVB    | Plessetsk         | Orbite héliosynchrone               | Resurs-F2 17F42 No. 9 | Observation de la Terre                              |
| 22 mai 1993 | Soyouz-U2       | Plessetsk         | Orbite basse                        | Progress M-18         | Ravitaillement station spatiale                      |
| 26 mai 1993 | Molnia M        | Plessetsk         | Orbite de Molnia                    | Molnia-1              | Satellite de télécommunications                      |
| 27 mai 1993 | Proton-K / DM-2 | Plessetsk         | Orbite géostationnaire              | Gorizont No. 39L      | Satellite de télécommunications ; Échec du lancement |

#### Juin
| Date         | Lanceur                     | Base de lancement      | Type                   | Charge utile                 | Notes                            |
| 16 juin 1993 | Cosmos-3M                   | Plessetsk              | Orbite basse           | Strela-2M                    | Satellite de télécommunications  |
| 21 juin 1993 | Navette spatiale américaine | Centre spatial Kennedy | Orbite basse           | Navette Endeavour (STS-57)   |                                  |
| 21 juin 1993 | Navette spatiale américaine | Centre spatial Kennedy | Orbite basse           | Laboratoire spatial Spacehab |                                  |
| 24 juin 1993 | Tsiklon-3                   | Plessetsk              | Orbite basse           | Strela x 3-3                 | Satellites de télécommunications |
| 25 juin 1993 | Ariane 4 2P                 | Kourou                 | Orbite géostationnaire | Galaxy 4H                    | Satellite de télécommunications  |
| 25 juin 1993 | Soyouz-U-PVB                | Plessetsk              | Orbite héliosynchrone  | Resurs-F1 14F43 No. 57       | Observation de la Terre          |
| 25 juin 1993 | Scout G-1                   | Vandenberg             | Orbite polaire         | RADCAL (en)                  | Calibration radar                |
| 26 juin 1993 | Delta II 7925               | Cap Canaveral          | Orbite moyenne         | GPS IIA-12                   | Satellite de navigation          |

#### Juillet
| Date             | Lanceur      | Base de lancement | Type                   | Charge utile                     | Notes                                      |
| 1er juillet 1993 | Soyouz-U2    | Plessetsk         | Orbite basse           | Soyouz TM-17                     | Relève équipage station spatiale           |
| 7 juillet 1993   | Tsiklon-2    | Plessetsk         | Orbite basse           | US-PM-M                          | Satellite de reconnaissance océanique      |
| 14 juillet 1993  | Soyouz-U-PVB | Plessetsk         | Orbite basse           | Iantar-4K2 Kobalt                | Satellite de reconnaissance                |
| 19 juillet 1993  | Atlas II     | Cape Canaveral    | Orbite géostationnaire | DSCS III B-9                     | Satellite de télécommunications militaires |
| 22 juillet 1993  | Soyouz-U-PVB | Plessetsk         | Orbite héliosynchrone  | Zenit 8 (Cosmos 2260, Resours-T) | Observation de la Terre                    |
| 22 juillet 1993  | Ariane 4 4L  | Kourou            | Orbite géostationnaire | Hispasat 1B                      | Satellite de télécommunications            |
| 22 juillet 1993  | Ariane 4 4L  | Kourou            | Orbite géostationnaire | Insat 2B                         | Satellite de télécommunications            |

#### Août
| Date         | Lanceur       | Base de lancement | Type                  | Charge utile           | Notes                                                       |
| 2 août 1993  | Titan 403A    | Vandenberg        | Orbite moyenne        | NOSS Intruder x 3      | Satellite d'écoute électronique navale ; Échec du lancement |
| 4 août 1993  | Molnia M      | Plessetsk         | Orbite de Molnia      | Molniya-3              | Satellite de télécommunications                             |
| 9 août 1993  | Atlas E       | Vandenberg        | Orbite héliosynchrone | NOAA 13                | Satellite météorologique                                    |
| 10 août 1993 | Molnia M      | Plessetsk         | Orbite de Molnia      | Oko                    | Satellite d'alerte précoce                                  |
| 10 août 1993 | Soyouz-U-PVB  | Plessetsk         | Orbite basse          | Progress M-19          | Ravitaillement station spatiale                             |
| 24 août 1993 | Soyouz-U-PVB  | Plessetsk         | Orbite héliosynchrone | Resurs-F1 14F43 No. 56 | Observation de la Terre                                     |
| 30 août 1993 | Delta II 7925 | Cape Canaveral    | Orbite moyenne        | GPS IIA-13             | Satellite de navigation                                     |
| 31 août 1993 | Tsiklon-3     | Plessetsk         | Orbite polaire        | Meteor-2               | Satellite météorologique                                    |
| 31 août 1993 | Tsiklon-3     | Plessetsk         | Orbite polaire        | Temisat                | Satellite de télécommunications                             |

#### Septembre
| Date              | Lanceur                     | Base de lancement      | Type                   | Charge utile               | Notes                                                    |
| 3 septembre 1993  | Atlas I                     | Cape Canaveral         | Orbite géostationnaire | UFO F/O F2                 | Satellite de télécommunications militaires               |
| 7 septembre 1993  | Soyouz-U2                   | Plessetsk              | Orbite basse           | Don                        | Satellite de reconnaissance                              |
| 12 septembre 1993 | Navette spatiale américaine | Centre spatial Kennedy | Orbite basse           | Navette Discovery (STS-51) |                                                          |
| 12 septembre 1993 | Navette spatiale américaine | Centre spatial Kennedy | Orbite basse           | ORFEUS-SPAS                | Télescope UV, récupéré en fin de mission                 |
| 12 septembre 1993 | Navette spatiale américaine | Centre spatial Kennedy | Orbite géostationnaire | ACTS                       | Satellite de télécommunications                          |
| 16 septembre 1993 | Zenit-2                     | Plessetsk              | Orbite basse           | Tselina-2                  | Satellite d'écoute électronique                          |
| 17 septembre 1993 | Tsiklon-2                   | Plessetsk              | Orbite basse           | US-PM-M                    | Satellite de reconnaissance océanique                    |
| 20 septembre 1993 | PSLV                        | Satish Dhawan          | Orbite héliosynchrone  | IRS-1E (en)                | Satellite d'observation de la Terre ; Échec du lancement |
| 26 septembre 1993 | Ariane 4 0                  | Kourou                 | Orbite basse           | SPOT 3                     | Satellite de télédétection                               |
| 26 septembre 1993 | Ariane 4 0                  | Kourou                 | Orbite basse           | Stella                     | Géodésie                                                 |
| 26 septembre 1993 | Ariane 4 0                  | Kourou                 | Orbite héliosynchrone  | Eyesat 1                   | Satellite de télécommunications                          |
| 26 septembre 1993 | Ariane 4 0                  | Kourou                 | Orbite héliosynchrone  | Healthsat 2                | Satellite d'observation de la Terre                      |
| 30 septembre 1993 | Proton-K/DM-2               | Plessetsk              | Orbite géostationnaire | Raduga Gran                | Satellite de télécommunications militaires               |

#### Octobre
| Date            | Lanceur                     | Base de lancement      | Type                   | Charge utile                 | Notes                                        |
| 5 octobre 1993  | Titan II SLV                | Vandenberg             | Orbite héliosynchrone  | Landsat 6                    | Observation de la Terre ; Échec du lancement |
| 8 octobre 1993  | Longue Marche 2C            | Jiuquan                | Orbite basse           | FSW-1                        | Satellite de reconnaissance                  |
| 11 octobre 1993 | Soyouz-U-PVB                | Plessetsk              | Orbite basse           | Progress M-20                | Ravitaillement station spatiale              |
| 18 octobre 1993 | Navette spatiale américaine | Centre spatial Kennedy | Orbite basse           | Navette Columbia (STS-58)    |                                              |
| 18 octobre 1993 | Navette spatiale américaine | Centre spatial Kennedy | Orbite basse           | Laboratoire spatial Spacelab |                                              |
| 22 octobre 1993 | Ariane 4 4LP                | Kourou                 | Orbite géostationnaire | Intelsat 701                 | Satellite de télécommunications              |
| 26 octobre 1993 | Cosmos-3M                   | Plessetsk              | Orbite basse           | Taifun-1B                    | Calibration radar                            |
| 26 octobre 1993 | Delta II 7925               | Cape Canaveral         | Orbite moyenne         | GPS IIA-14                   | Satellite de navigation                      |
| 28 octobre 1993 | Proton-K / DM-2             | Plessetsk              | Orbite géostationnaire | Gorizont No. 40L             | Satellite de télécommunications              |

#### Novembre
| Date             | Lanceur         | Base de lancement | Type                   | Charge utile       | Notes                                      |
| 2 novembre 1993  | Cosmos-3M       | Plessetsk         | Orbite basse           | Parus              | Satellite de navigation militaire          |
| 5 novembre 1993  | Soyouz-U-PVB    | Plessetsk         | Orbite basse           | Iantar-4KS1M Neman | Satellite de reconnaissance                |
| 18 novembre 1993 | Proton-K / DM-2 | Plessetsk         | Orbite géostationnaire | Gorizont No. 41L   | Satellite de télécommunications            |
| 20 novembre 1993 | Ariane 4 4LP    | Kourou            | Orbite géostationnaire | Solidaridad 1      | Satellite de télécommunications            |
| 20 novembre 1993 | Ariane 4 4LP    | Kourou            | Orbite géostationnaire | Meteosat 6         | Satellite météorologique                   |
| 28 novembre 1993 | Atlas II        | Cape Canaveral    | Orbite géostationnaire | DSCS III B-10      | Satellite de télécommunications militaires |

#### Décembre
| Date             | Lanceur                     | Base de lancement      | Type                   | Charge utile               | Notes                                      |
| 2 décembre 1993  | Navette spatiale américaine | Centre spatial Kennedy | Orbite basse           | Navette Endeavour (STS-61) |                                            |
| 8 décembre 1993  | Delta II 7925               | Cape Canaveral         | Orbite géostationnaire | NATO 4B                    | Satellite de télécommunications militaires |
| 16 décembre 1993 | Atlas IIAS                  | Cape Canaveral         | Orbite géostationnaire | Telstar 401                | Satellite de télécommunications            |
| 18 décembre 1993 | Ariane 4 4L                 | Kourou                 | Orbite géostationnaire | DirecTV 1                  | Satellite de télécommunications            |
| 18 décembre 1993 | Ariane 4 4L                 | Kourou                 | Orbite géostationnaire | Thaicom 1                  | Satellite de télécommunications            |
| 22 décembre 1993 | Molnia M                    | Plessetsk              | Orbite de Molnia       | Molniya-1T                 | Satellite de télécommunications            |

### Vols orbitaux

#### Par pays
| Pays       | Lancements | Succès | Échecs | Échecs partiels | Remarques |
| ---------- | ---------- | ------ | ------ | --------------- | --------- |
| Chine      | 1          | 1      |        |                 |           |
| États-Unis | 25         | 23     | 2      |                 |           |
| Europe     | 7          | 7      |        |                 |           |
| Inde       | 1          |        | 1      |                 |           |
| Japon      | 1          | 1      |        |                 |           |
| Russie/CEI | 48         | 47     | 1      |                 |           |

#### Par lanceur
| Lanceur          | Pays       | Lancements | Succès | Échecs | Échecs partiels | Remarques |
| ---------------- | ---------- | ---------- | ------ | ------ | --------------- | --------- |
| Ariane 4         | Europe     | 7          | 7      |        |                 |           |
| Atlas            | États-Unis | 6          | 6      |        |                 |           |
| Cosmos-3M        | Russie     | 6          | 6      |        |                 |           |
| Delta II         | États-Unis | 7          | 7      |        |                 |           |
| Longue Marche 2C | Chine      | 1          | 1      |        |                 |           |
| Molnia           | Russie     | 8          | 8      |        |                 |           |
| Mu-3S-II         | Japon      | 1          | 1      |        |                 |           |
| Navette spatiale | États-Unis | 7          | 7      |        |                 |           |
| Pegasus          | États-Unis | 2          | 2      |        |                 |           |
| Proton-K         | Russie     | 6          | 5      | 1      |                 |           |
| PSLV             | Inde       | 1          |        | 1      |                 |           |
| Scout G-1        | États-Unis | 1          | 1      |        |                 |           |
| Soyouz-U         | Russie     | 17         | 17     |        |                 |           |
| Start-1          | Russie     | 1          | 1      |        |                 |           |
| Titan            | États-Unis | 2          |        | 2      |                 |           |
| Tsiklon-2        | Russie     | 4          | 4      |        |                 |           |
| Tsiklon-3        | Russie     | 4          | 4      |        |                 |           |
| Zenit-2          | Russie     | 2          | 2      |        |                 |           |

#### Par type d'orbite
| Orbite                 | Lancements | Succès | Échecs | Orbite atteinte involontairement | Remarques                                                                             |
| ---------------------- | ---------- | ------ | ------ | -------------------------------- | ------------------------------------------------------------------------------------- |
| Basse                  |            |        |        |                                  |                                                                                       |
| Moyenne                |            |        |        |                                  |                                                                                       |
| Haute                  |            |        |        |                                  | dont Molnia, orbite de transfert vers la Lune, orbite elliptique à forte excentricité |
| Géosynchrone/transfert |            |        |        |                                  |                                                                                       |
| Héliocentrique         |            |        |        |                                  | dont orbite de transfert interplanétaire                                              |

#### Par site de lancement
| Site                   | Pays       | Lancements | Succès | Echecs | Echecs partiels | Remarques |
| ---------------------- | ---------- | ---------- | ------ | ------ | --------------- | --------- |
| Jiuquan                | Chine      | 1          | 1      |        |                 |           |
| Cape Canaveral         | États-Unis | 12         | 12     |        |                 |           |
| Edwards Air Force Base | États-Unis | 1          | 1      |        |                 |           |
| Kennedy                | États-Unis | 8          | 8      |        |                 |           |
| Kourou                 | France     | 7          | 7      |        |                 |           |
| Plessetsk              | Russie     | 48         | 47     | 1      |                 |           |
| Satish Dhawan          | Inde       | 1          |        | 1      |                 |           |
| Tanegashima            | Japon      | 1          | 1      |        |                 |           |
| Vandenberg             | États-Unis | 4          | 2      | 2      |                 |           |

## Survols et contacts planétaires
| Date | Sonde spatiale | Événement | Remarque |
| ---- | -------------- | --------- | -------- |
|      |                |           |          |

### Sources
- (en) Jonathan McDowell, « Jonathan's Space Report », Jonathan's Space Page
- (en) Gunter Krebs, « Chronology of Space Launches », Gunter's Space Page